# Parzival

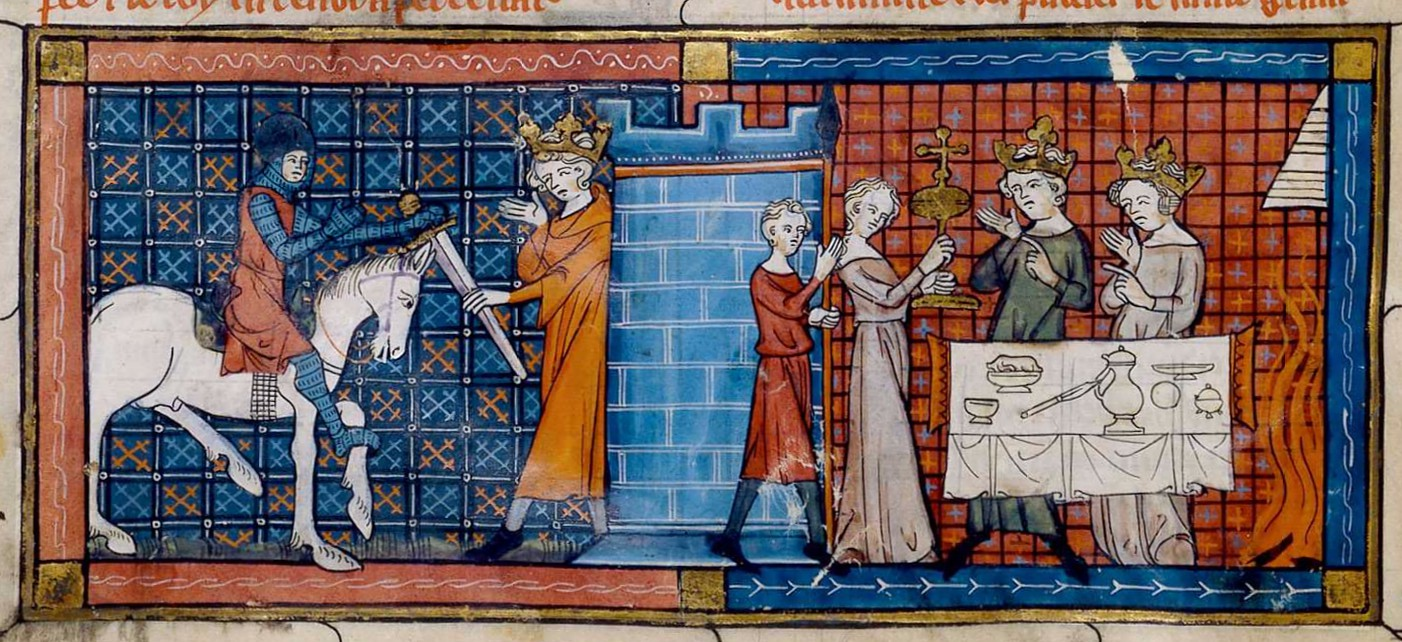
Een scène uit Perceval van Chrétien de Troyes

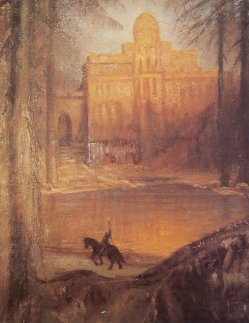
Parzival, geschilderd door Hermann Hendrich

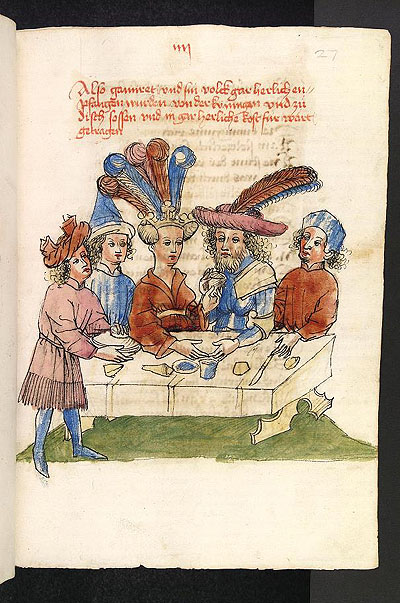
Belacane bedient Gahmuret en zijn gevolg, jaren 1440. In het verhaal is koningin Belacane een Moorse, 'zwart als de nacht'.

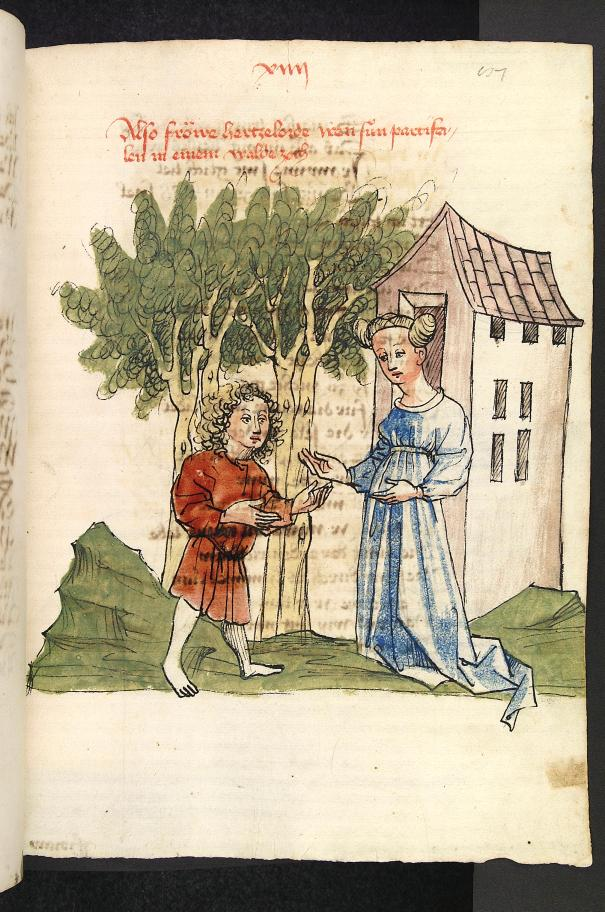
Herzeloyde en Parzival in het woud Soltane, jaren 1440

Parzival ('recht midden door', Welsh: Peredur), ook gespeld als Parsifal, Parcifal, Parsival of Parcival, was een van de ridders van de legendarische koning Arthur. Zijn levensverhaal is aan het begin van de 13e eeuw beschreven door Wolfram von Eschenbach in de versroman Parzival, volgens Wolfram zelf naar een tekst van de Provençaalse meester Kyot.
De Parzival bestaat uit zestien avonturen: de eerste twee gaan over Parzivals vader Gahmuret, de avonturen 3-6, 9, 14-16  over Parzival en 7, 8, 10-13 over Gawan.
Het verhaal van Parzival begint met het verhaal over zijn vader Gahmuret. Dan volgt het avontuur van Parzivals jeugd in een woud, afgesloten van het ridderlijke hofleven en zijn reis om ridder van de Ronde Tafel te worden. Hij verovert zich een paard en ridderuitrusting door de Rode Ridder te verslaan. Hij krijgt vervolgens een opleiding bij Gurnemanz. Daarna bevrijdt hij zijn toekomstige echtgenote Condwiramurs uit een belegerde stad. Dan ziet hij in de burcht Munsalvaesche de Graal, maar hij vergeet te vragen waar de treurige burchtheer en visserkoning Anfortas aan lijdt. Daarmee verliest Parzival de kans op zijn eigen zaligheid en Anfortas' genezing.
Parzival gaat naar het kamp van koning Artus, waar hij als ridder van de Ronde Tafel wordt onthaald. Maar een bode van de graalburcht vertelt hem, dat hij zijn taak moet volbrengen: Anfortas uit zijn lijden helpen en zelf graalkoning worden. Na een jarenlange zoektocht en een bezoek aan familie komt Parzival weer bij het kamp van Artus, ditmaal op een andere plek. Hij levert er strijd met Gawan en zijn eigen halfbroer Feirefiz. Als ze elkaar herkennen wordt de strijd opgeheven en komt dezelfde graalbode Parzival uitnodigen om naar Munsalvaesche te komen.
Door zijn oom Anfortas te vragen wat hem deert, wordt diens lijden opgeheven. Parzival wordt graalkoning en hij haalt zijn vrouw op, die graalkoningin wordt. Ze hebben elkaar vijf jaar niet gezien en Parzival ontmoet zijn zoontjes Kardeiz en Loherangrin. Kardeiz wordt koning van zijn wereldlijke gebieden: Waleis, Norgals en Anschouwe. Loherangrin wordt dienaar van de graal en gaat mee naar Munsalveache. Loherangrin wordt later hertog van Brabant, maar keert terug naar de graaltempel, als zijn vrouw hem naar zijn naam en afkomst vraagt. Ze wist dat ze dat nooit moest doen.
Al eerder beschreef Chrétien de Troyes Parzivals geschiedenis in de roman Perceval ou le Conte du Graal (in het Nederlands vertaald door Ard Posthuma als De Graal, Athenaeum 2006). In de Middelnederlandse literatuur komt de figuur van Percheva(e)l voor in fragmenten van een 13e-eeuwse vertaling/bewerking van Chrétien de Troyes' Conte du Graal, alsook in de vroeg-14e-eeuwse Haagse Lancelotcompilatie.

## Het verhaal

### Gahmuret
Toen Parzivals moeder, Herzeloyde, zwanger was, sneuvelde zijn vader Gahmuret op het slagveld. Zijn moeder besloot daarom ervoor te zorgen dat haar zoon niet hetzelfde lot zou overkomen en bracht hem groot in volledige afzondering in het woud Soltane, weg van het hof. Gahmuret had eerder de Moorse koningin van Zazamanc, Belacane, tot vrouw genomen. Hun zoon Feirefiz, half zwart/half wit, was hun zoon en Parzivals halfbroer.

### Geboorte en jeugd
Als kind schoot Parzival met een zelfgemaakte boog op vogels, omdat hun mooie gezang hem droevig stemde en 'de zoetheid hem het hart doordrong zodat zijn kleine borst gespannen werd'. Zijn moeder vertelde hem toen over God en het verschil tussen licht en duisternis.
Op een dag ontmoette Parzival in een bos echter de Beierse ridder Karnachkarnanz, wiens verhaal over ridderschap en zijn achtervolging van Meljacanz (Maleagant), die Imane van de Beafontane had ontvoerd, hem zo fascineerde, dat hij naar het hof van Artus (Arthur) wilde gaan om zelf ridder te worden, ondanks het protest van zijn moeder. Ze gaf hem 'narrenkleding', zodat hij zou worden ontzien. Zijn moeder stierf van verdriet bij zijn vertrek. In het begin wordt de nadruk gelegd op Parzivals onnozelheid, al gaandeweg wordt hij wijzer.
Onderweg kuste hij de slapende hertogin Jeschute van Karnant in haar tent. Zij was de dochter van koning Lac en de echtgenote van Orilus van Lalant en Parzival nam haar ring en speld mee. Toen haar echtgenoot terugkwam, verdacht hij Jeschute van overspel en begon haar te mishandelen.
Parzival ontmoette intussen zijn nicht Sigune, wier minnaar Schionatulander diezelfde ochtend door Orilus was doodgestoken. Hun voorgeschiedenis werd later door Von Echenbach in zijn Titurel uiteengezet. Sigune was de dochter van Schoysiane en Kyot van Katelangen. Sigunes grootvader Frimutel had vijf kinderen: Anfortas, Trevrizent, Herzeloyde, Repanse de Schoye en Schoysiane. Sigune herkende haar neef en vertelde hem dat zijn moeder de koningin is van Waleis en zijn vader koning van Anschouwe was. Ze vertelde hem ook van de broers Lehelin en Orilus. Lehelin nam twee van de drie landen van Parzival in: Waleis en Norgals. Orilus doodde niet alleen Schionatulander, maar ook Parzivals oom, Galoës, de broer van zijn vader Gahmuret.
Parzival reisde verder naar de hoofdstad Nantes.

### De Rode Ridder
Aan het hof van Artus overwon hij Ither van Gahevies, de Rode Ridder, koning van Kukumerlant. Ither was Artus' neef, die Bretagne opeiste en wijn uit Artus' gouden beker morste op de schoot van Ginover (Guinevere) om zijn eisen kracht bij te zetten. Hij wachtte buiten tot iemand van de ronde tafel met hem een speergevecht begon. Parzival nam de uitdaging aan en overwon hem. Hij nam diens wapenrusting en paard over en heette voortaan zélf de Rode Ridder. Aan het hof verbleven Cunneware van Lalant (de zuster van Orilus van Lalant) en Antenor. Zij lachte bij het zien van de held Parzival en Antenor sprak voor het eerst na het zien van die lach. Beiden werden daarvoor door hofmaarschalk Keye afgeranseld. Parzival nam dat Keye zeer kwalijk. Overwonnen ridders zou hij voortaan naar Cunneware van Lalant sturen en pas naar het hof terugkeren als de mishandeling zo was vergolden.
Hij reisde na zijn overwinning op Ither gelijk verder en verbleef twee weken aan het hof van Gurnemanz de Graharz waar hij ridderlijke manieren leerde. Parzival raakte betrokken bij de queeste naar de Heilige Graal.

### Huwelijk en Munsalvaesche
Parzival nam koningin Condwiramurs van Pelrapeire in het land Brobarz tot vrouw. Hij had haar bevrijd van Clamidé van Brandigan en diens hofmaarschalk Kingrun. Clamidé had met Condwir amurs willen trouwen en belegerde Pelrapeire en hongerde de bevolking uit.
Parzival nam afscheid van zijn vrouw om zijn moeder te bezoeken. Na omzwervingen bereikte Parzival de graalburcht Munsalvaesche van zijn oom, de zieke Visserkoning Anfortas. Anfortas had Parzival, als visser op het meer van Brumbane, zelf de weg naar de graalburcht gewezen.
Voor zijn verbaasde ogen kwam er 's avonds een vreemde stoet langs. Een van de passanten, koningin Repanse de Schoye (zij bleek later zijn tante), droeg een vreemde schotel waaruit licht kwam, een knaap droeg een bloedende lans. Ook werden er twee messen van zilver binnengebracht. Parzival zag in een zijvertrek een oude man op een baar liggen. Later vernam hij dat dat zijn overgrootvader Titurel was. Door het schouwen van de graal was hij onsterfelijk. Repanse de Schoye schonk aan Parzival haar mantel. Anfortas gaf hem zijn eigen zwaard. Parzival kon geen woord uitbrengen en stelde geen vragen over de wonderen die haar daar in Munsalvaesche zag. Aan de basis van zijn onvermogen om te spreken lag een misplaatste hoffelijkheid. Parzival was opgegroeid in de bossen als jeugdige jongeling die niet of nauwelijks beleefdheids- en omgangsvormen had geleerd. Hij vroeg daarom veel, net als een kind. Toen hij later onderricht kreeg bij Gurnemanz hoe zich te gedragen als een galante ridder, leerde hij dat hij niet zoveel vragen moest stellen.
Parzival verliet de volgende morgen het kasteel, omdat hij er niemand meer aantrof. Toen besefte hij dat hij de kans van zijn leven had gemist: in de nachtelijke stoet werd hem immers de Graal aangeboden. Hij besefte dat zijn aangeleerde beleefdheid hem had verhinderd oprechte belangstelling te tonen. Toen hij sliep had hij een nachtmerrie en het gevoel dat hij aan alle kanten geslagen werd en weg wou. Toen hij weg was en hij Sigune opnieuw tegenkwam, die hem zijn lafheid verweet, kreeg hij berouw, omdat hij de Visserkoning had moeten vragen wat hem scheelde, maar het uit beleefdheid niet had gedaan.

### Orilus van Lalant
Vervolgens kwam Parzival hertogin Jeschute tegen, die toegetakeld en halfnaakt met gescheurde jurk op een uitgehongerd paard reed. Orilus van Lalant (met de draak in zijn wapenschild) kwam er achter dat er iemand bij zijn vrouw was en raakte met Parzival in gevecht. Parzival overwon Orilus en dwong hem zijn vrouw weer in genade en liefde aan te nemen. Bij de kluizenaarswoning van Trevrizent nam Parzival de eed af, dat hij en vrouwe Jeschute geen affaire hadden gehad en Jeschute onschuldig was. Parzival gaf haar de ring terug, die hij gestolen had. De speld, die hij haar ook had ontnomen, had hij verkwist, toen een visser hem de weg naar koning Artus wees. Zo werd Jeschute verlost uit haar lijden. Orilus ging naar het hof van Artus om zijn zuster Cunneware van Lalant zijn dienst aan te bieden.

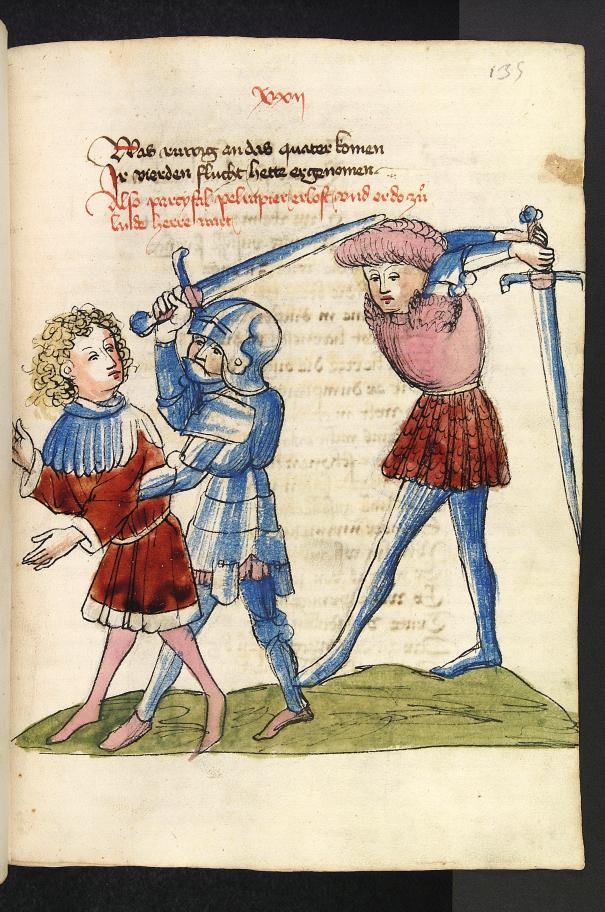
geïllumineerde bladzijde van het boek Parzival

### Ronde Tafel
Terwijl Artus met zijn hof op zoek was naar Parzival om hem uit te nodigen lid te worden van de ridders van de Ronde Tafel en aan de Plimizoel zijn kamp opsloeg, was Parzival in de ban van drie bloeddruppels in de sneeuw. De sneeuw was in de zomer gevallen. Een valk uit Artus' kamp was weggevlogen en had een troep ganzen aangevallen. Een gans was gewond geraakt en had zich onder een gevallen boom verstopt. De drie bloeddruppels deden Parzival denken aan Condwir amurs wangen en kin: hij was in de ban van 'Vrouwe Minne'. Hij merkte het amper op dat ridders van Artus hem tot een tweekamp uitdaagden. Toch wist hij Segramors en Keye te vellen. Toen Keye van zijn paard werd gestoten en op de boomstam belandde, brak hij zijn rechterarm en linkerbeen. Zo was de smaad, die Keye Parzival had aangedaan, door Cunneware van Lalant te mishandelen, gewroken. Als derde ridder kwam Gawan Parzival vriendelijk uitnodigen naar Artus te komen. Gawan wierp een doek over de bloeddruppels waardoor de ban verbroken werd: Vrouwe Verstand nam de plaats van vrouw Minne weer in. Parzival ging met hem mee. In het kamp werd hij door Cunneware van Lalant hartelijk onthaald. Zij trad in het huwelijk met Clamidé, de vorst die eerder Condwir amurs had belegerd om haar tot een huwelijk te dwingen. Toen Parzival deelnam aan een maaltijd van het ridderschap van de Ronde tafel kwam een bode van de graalburcht Munsalvaesche, Cundrie la sorcière (de tovenares) op een muilezel. Zij had oren als een beer, gele ogen, een blauwe mond, een neus als een hond, slagtanden als een zwijn en nagels als een leeuw. Haar broer, Malcreature, had ook vervormde zintuigen. Hij was schildknaap van hertogin Orgeluse van Logroys. Zij kwamen uit Tribalibot (India) en waren door koningin Secundille aan Anfortas geschonken. De vervorming ontstond door 'begeerte' sinds de tijd dat mensen kinderen baarden. Zij hekelde Parzival, omdat hij zijn taak niet had volbracht en de smart op Munsalvaesche niet had opgeheven en Parzival besloot de graal te gaan zoeken. Een andere bode, landgraaf Kingrimursel uit Ascalun, riep Gawan op voor een tweekamp. En zo verlieten de twee ridders Artus' hof.

### Trevrizent
Parzival kwam Sigune voor de derde maal tegen, dit keer in haar eigen kluis, waar ze treurde bij de tombe van haar geliefde Schionatulander. Hij reed daarna verder en won in een tweekamp met een tempelridder diens paard. Op het zadel prijkte een tortelduif als symbool van de graalburcht. Parzival kwam daarna aan bij zijn oom Trevrizent.
Trevrizent verklaarde dat de graal een steen 'van zeer reine oorsprong is' en lapsit exillis werd genoemd. Jaarlijks legde op Goede Vrijdag een hemelse duif een kleine witte hostie op de steen, waardoor de steen alle paradijselijke spijzen en dranken ontving, die het kon schenken aan de bewoners van de graalburcht. Engelen, die neutraal bleven in de strijd tussen Lucifer en de Triniteit, moesten afdalen naar deze steen, in afwachting van genade. Later, toen Parzival graalkoning was geworden, vertelde Trevrizent dat er voor die verdreven engelen geen genade was.
De kluizenaar vertelde ook de geschiedenis van zijn oudere broer Anfortas, de lijdende graalkoning. Anfortas had een minnares (hertogin Orgeluse van Logroys) gevonden en dat was een andere minne dan hem als burchtheer was toegestaan. Daar moest ellende van komen. Anfortas was in zijn kruis gewond tijdens een speergevecht met een heiden uit Ethnise, bij de Tigris. De vergiftigde speerpunt was met rieten schacht in de wond achtergebleven. Een arts had het verwijderd. Het was de bloedende lans, die Parzival rondgedragen had zien worden op de avond dat hij de graal zag. De gapende wond bleek ongeneeslijk. Anfortas leed sindsdien ook aan kou en soms moest de speerpunt op de wond gelegd worden om de kou uit zijn lichaam te trekken. Dan vormde zich ijs als glas op de punt, dat enkel met twee zilveren messen, gesmeed door Trebuchet, verwijderd kon worden. Die zilveren messen waren Parzival, samen met de bloedende lans en de graal getoond. Trevrizent vertelde dat Parzival als een uitzondering tot de graal geroepen was, terwijl hij daar niet toe voorbestemd was. Alleen door een vraag te stellen over Anfortas' lijden, kon die smart opgeheven worden. Dat had de graal zelf,  op haar rand geschreven, bekend doen worden.
Trevrizent nam de zonden bij Parzival weg, tijdens diens veertien dagen durende verblijf. Aangemerkt als zonden waren het doden en beroven van Ither van Gahevies, de Rode Ridder, koning van Kukumerlant, alsmede de dood van Parzivals moeder Herzeloyde, die stierf toen hij vertrok uit het woud Soltane. Ither van Gahevies was Gahmurets neef en Trevrizents page en schildknaap geweest. Trevrizent leerde Parzival op God te vertrouwen en hem niet langer te haten om de last en verdriet, die Parzival te dragen had.

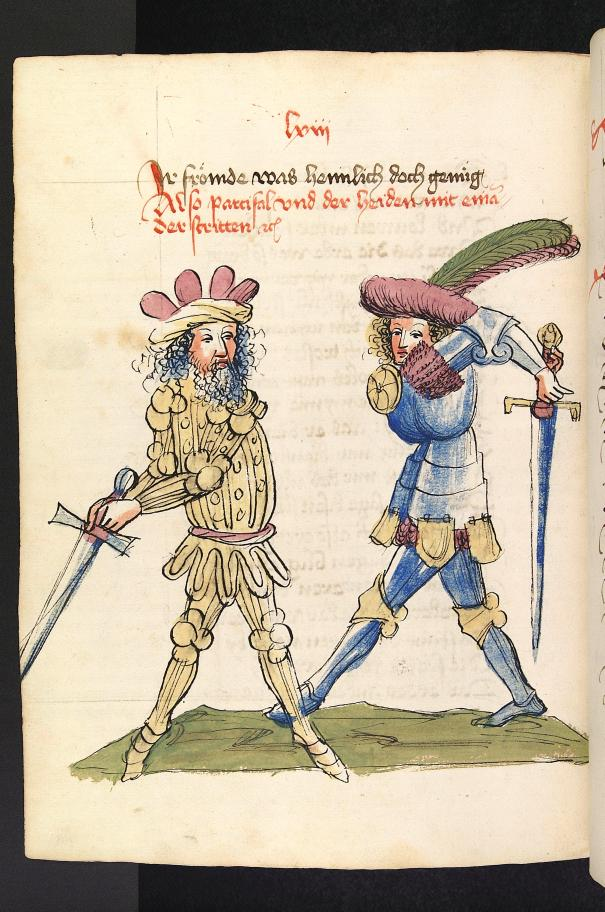
Tweekamp tussen Parzival (rechts) en zijn heidense halfbroer Feirefiz

### Gawan
Ondertussen werd ridder Gawan (Walewein) uitgedaagd door Kingrimursel. Een groot deel van het boek Parzival gaat over de avonturen van Gawan: de strijd voor de stad Bearosche en te Schanpfanzun; de ontmoeting met hertogin Orgeluse de Logroys, die hem bespotte; de strijd met een leeuw en zijn verblijf te Schastel marveile van Clinschor (Klingsor), het wonderkasteel met het wonderbed; de sprong over de kloof Li gweiz prelljus en het bemachtigen van de krans van koning Gramoflanz; het huwelijk met Orgeluse en het herkennen van zijn eigen moeder Sangive, zuster Itonje en Arthurs moeder Arnive (Igraine) onder de gevangenen van het wonderkasteel.
Er was een tweekamp tussen Gawan en Parzival en tussen Parzival en koning Gramoflanz bij Rosche Sabins, de stad van Gramoflanz. Gramoflanz was de beminde van Itonje, Gawans zuster.

### Feirefiz
Vervolgens ontstond er een strijd tussen Parzival en zijn bontgevlekte halfbroer Feirefiz Anschevin uit Tribalibot (India). Feirefiz (zwart-wit gevlekt) was met een vloot geland met een leger uit vijfentwintig landen. Hij was op zoek naar zijn vader Gahmuret. Er was geen ridder zo rijk als hij. Hij was een heiden en vereerde Jupiter en Juno. Hij was de geliefde van koningin Secundille, die leefde in Trabonite aan de voet van de Kaukasas. Ook de koninginnen Olimpie en Clauditte hadden hem hun minne geschonken. Hij droeg een ecidemon (slang, engel of wezel) op zijn helm. De halfbroers bestreden elkaar, omdat de een de ander niet kende. De strijd eindigde met algehele verzoening en er werden vier huwelijken gevierd: Gawan trouwde met hertogin Orgeluse van Logroys, Itonje (Gawans zuster) met Gramoflanz, Cundrie (Gawans zuster) met Lishoys, de hertog van Gowerzin en Sangive (Gawans moeder) met Lijfwacht Florand. Cundrie la sorcière kwam Parzival uitnodigen om nogmaals naar de graalburcht te komen. Artus keerde terug naar Schamilot (Camelot).

### Graalkoning
Toen gingen Parzival en Feirefiz terug naar de graalburcht Munsalvaesche van de Visserkoning en ditmaal greep Parzival de kans aan om Anfortas te vragen wat zijn kwaal was, hetgeen als de ultieme edelmoedige daad werd gezien. Anfortas zou er door genezen, als een Lazarus of uit de dood opgewekte stier. Hierop kreeg Parzival toegang tot de Graal en werd hij de nieuwe graalkoning. Parzival herenigde zich, na vijf jaar, met zijn vrouw Condwir amurs en hun zonen Kardeiz en Loherangrin (Lohengrin). Kardeiz werd tot koning gekroond van Brobarz (hoofdstad Pelrapeire), Anschouwe (Bealzanan), Norgals (Kingrivals) en Waleis (Kanvoleis). Hij zou later gebied heroveren op Lehelin. Op de terugweg naar de graalburcht kwam de stoet langs Sigune's kluis. Parzivals nicht was overleden en ze werd in de tombe naast haar geliefde Schionatulander gelegd.
Condwir amurs werd koningin van Munsalvaesche en Loherangrin tempelridder in dienst van de graal. Feirefiz ging gedoopt en gehuwd met de graaldraagster Repanse de Schoye naar het Oosten. Zonder doopsel had hij de graal niet kunnen aanschouwen en in liefde ontstoken voor Parzivals tante had hij zijn heidendom en geliefde Secundille moeten afzweren. Zij baarde in India Johan, die later Priester Johan (Prester John, Pape Jan) zou worden genoemd. Johan zou de stichter zijn geweest van een dynastie met dezelfde naam. Begin 13e eeuw versloeg Dzjengis Khan een zekere Presbyter Johannes (Ong Khan) 'wiens grote macht over de hele wereld vermaard was'..
Loherangrin zou als 'zwanenridder' hertog van Brabant worden, maar verliet zijn vrouw en land weer, toen ze hem vroeg naar zijn naam en afkomst. Ze wist wat er zou gebeuren als zij haar man die vraag zou stellen.

### Epiloog
Het verhaal Parzival eindigt met de geschiedenis van Lohengrin en een epiloog:
'Als meester Cristjan van Troys (Chrétien de Troyes) dit verhaal onrecht heeft aangedaan, kan dat Kyot, die ons het ware verhaal heeft overgebracht, terecht vertoornen. De Provenzal vertelt waarachtig en volledig hoe Herzeloydes kind de Graal verwierf zoals hem was beschikt, nadat Anfortas die had verbeurd. Het ware verhaal en het slot van dit avontuur werden ons gezonden in dit land vanuit de Provenz.'

### Visserkoning
Visserkoning zou een verwijzing kunnen zijn naar Jezus, die zijn apostelen tot vissers van mensen opleidde (Jezus zei: “Kom achter Mij, en Ik zal u vissers van mensen maken!”, Mattheüs 4:19) en wiens symbool de vis was. Vissen is een metafoor voor het redden van zielen uit zee. Beide eveneens door een lans verwond, en waarvan het bloed in de Graal werd opgevangen.

## Wagners opera's
De componist Richard Wagner liet zich door het verhaal van Von Eschenbach inspireren tot het schrijven van de opera Parsifal. Ook in Wagners eerdere opera Lohengrin wordt Parzival al genoemd, als de vader van de ridder Lohengrin.

## Huub Oosterhuis
De Nederlandse dichter en theoloog Huub Oosterhuis wijdde in 1970 een leerdicht aan het thema onder dezelfde titel Parcival; met verwijzingen naar de middeleeuwse sage schoof hij zichzelf in de rol van de ridder (Prins, Hogepriester) die de mensheid verlost.